# Edith Watson

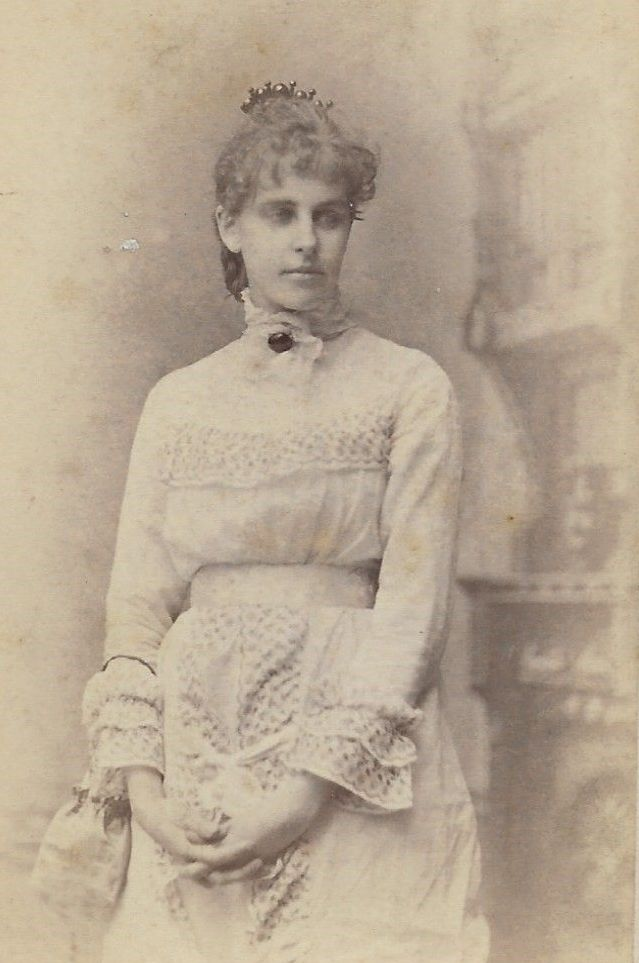
Edith Sara Watson im Alter von 19 Jahren (1880)

Edith Sara Watson (geb. 5. November 1861 in East Windsor Hill, Connecticut; gest. 22. Dezember 1943 in St. Petersburg, Florida) war eine US-amerikanische Fotografin. Sie war von den 1890er Jahren bis in die 1930er Jahre als Fotografin tätig. Die meisten ihrer Fotografien entstanden in Kanada, daher wird die US-amerikanische Staatsbürgerin als eine wichtige Figur in der Geschichte der kanadischen Fotografie des 20. Jahrhunderts betrachtet. Watson fotografierte ebenso ihre weiteren Reisen in den Osten der Vereinigten Staaten, nach Nassau auf den Bahamas, Bermuda, Kuba, Mexiko, Yucatan-Inseln und Europa. Watson schuf in ihrer Zeit eine umfangreiche Sammlung fotojournalistischer Fotografien. Hauptsächlich fotografierte sie die Orte und Menschen, besonders Frauen, des ländlichen Kanadas.

## Biografie
Watson hatte drei Geschwister und war die jüngste der vier Kinder. Ihre Familie war im Zeitungsgeschäft tätigt und betrieb nebenher eine Tabakplantage. Sie und ihre Schwester Amelia Watson teilten ein Interesse an der Aquarellmalerei und planten selbstständige Künstlerinnen zu werden. Dafür bauten sie sich ein eigenes Studio. Etwa ein Jahrzehnt reisten sie durch Neuengland. Dort stellten sie ihre Arbeiten aus und verkauften sie. In den 1890er Jahren gingen die beiden Schwestern getrennte Wege und Edith Watson begann, mit der Kamera zu experimentieren. Sie lernte die Techniken der Fotografie von ihrem Onkel Sereno Watson und verwendete daraufhin das Medium als ihr Ausdrucksmittel.
Während einem Aufenthalt in Bermuda lernt die Fotografin 1911 die Journalistin Victoria „Queenie“ Hayward kennen. Die beiden Frauen verbrachten darauf ihr Leben zusammen. Neben ihrer Partnerschaft arbeiteten sie gemeinsam und dokumentierten ihre Reisen durch Kanada. Während einer Reise nach Florida im Jahr 1943 verstarb Watson am 22. Dezember in einem Alter von 83 Jahren.

## Fotografische Karriere
Im Jahr 1896 reiste Watson das erste Mal nach Kanada und verbrachte einen Großteil der nächsten 35 Jahre dort. Sie fotografierte in ganz Kanada Menschen, die auf dem Land lebten. In den meisten Fällen fotografierte sie ländliche Frauen. Sie verkaufte ihre Fotografien an mehrere nordamerikanische Zeitungen und Zeitschriften. Dazu gehörten Zeitschriften und Magazine wie die New York Times, National Geographic, McCall´s, das Canadian Magazin oder Maclean´s.  Gelegentlich tauschte sie ihre Fotografien gegen Unterkünfte oder Materialien ein. Dadurch konnte sie ihre Unabhängigkeit bewahren und sich sowohl als Künstlerin als auch als Reisende selbst unterstützen.
Die Wintermonate verbrachte sie ab 1989 die meiste Zeit in Bermuda, wo sie sich ein Ferienhaus in St. George’s, Bermuda mietete. Dort verkaufte sie Aquarelle und handkolorierte Fotografien. In Bermuda lernte Watson 1911 die Journalistin Victoria „Queenie“ Hayward kennen. Hayward wurde ihre Lebenspartnerin und half Watson bei ihrer Arbeit. Die beiden Frauen lebten, arbeiteten und reisten gemeinsam durch die abgelegenen Gebiete Kanadas.
Mit ihrer Kamera dokumentierte Watson das Leben der Menschen in Neufundland, Labrado, der Seeprovinzen, Quebec, Ontario und zog dann nach Westen bis nach Manitoba und British Columbia. Die beiden Frauen wohnten bei Menschen der  First Nations in Quebec und Ontario, Mennoniten, Duchoborzen und anderen „Neu-Kanadiern“ in Manitoba. Ebenso wohnten sie in der Gemeinschaft der Haida in British Columbia. Während ihren Reisen schrieb Hayward über ihre Erlebnisse.  Im Jahr 1922 veröffentlichten Watson und Hayward ein illustriertes Tagebuch ihrer Reise durch Kanada, Romantik Canada. Das Reisetagebuch besteht aus 76 ihrer Fotografien und Texten von Hayward. Darin prägt Hayward den Begriff „the Canadian mosaic“ (das kanadische Mosaik), um die kulturelle Vielfalt der Regionen zu beschreiben. Dieser Begriff und das Konzept wurden später von anderen aufgegriffen.

## Fotografien

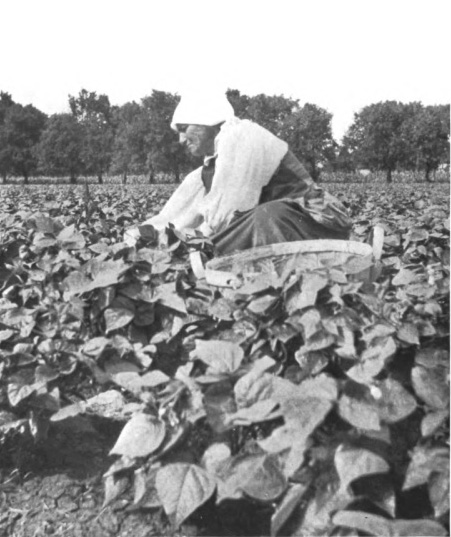
Bohnen jäten auf einer Farm außerhalb von Winnipeg, Manitoba (1918)

Ihre Fotografie wird als romantische ethnografische Dokumentation beschrieben. Die Aufnahmen spiegeln ihr Interesse an traditionellen Handwerkskünsten und Lebensweisen, die noch nicht von der Modernisierung betroffen waren, wider. Sie zeigt in vielen ihrer Darstellungen  Frauen bei der Arbeit. Ihre Fotografien entstanden in einer Zeit, als die Industrialisierung das Verhältnis von Menschen zum Land schnell veränderte. Watson versuchte somit die überlieferten Praktiken durch ihre Fotografie zu bewahren. Sie visualisierte einen Teil der kanadischen Kultur, indem sie sich auf eine idealisierte Vergangenheit stützte. Über die vier Jahrzehnte fing Watsons Blick und die Linse ihrer Kamera die sonst unerzählten Geschichten der Menschen ein. Ihre Fotografie bietet eine einzigartige Perspektive der verschiedenen Lebensumstände. Sie scannte ihre Fotografien ohne weitere Manipulation des Bildes, um den ursprünglichen Charakter der Fotografien zu bewahren. Die dabei erhaltenen Makel sollen die Echtheit und Wahrheit ihrer Fotografien wiedergeben.